# Branchiosyllis lorenae
Branchiosyllis lorenae är en ringmaskart som beskrevs av San Martin och Bone 1999. Branchiosyllis lorenae ingår i släktet Branchiosyllis och familjen Syllidae. Inga underarter finns listade i Catalogue of Life.